# Tyska F3-mästerskapet 1993
Det tyska F3-mästerskapet 1993 vanns av Jos Verstappen.

## Delsegrare
| Bana        | Vinnare          | Vinnare        |
| ----------- | ---------------- | -------------- |
| Zolder      | Michael Krumm    | Michael Krumm  |
| Hockenheim  | Markus Liesner   | Sascha Maassen |
| Nürburgring | Sascha Maassen   | Michael Krumm  |
| Wunstorf    | Jos Verstappen   | Jos Verstappen |
| Norisring   | Jos Verstappen   | Jos Verstappen |
| Diepholz    | Jörg Müller      | Max Angelelli  |
| Nürburgring | Michael Krumm    | Jos Verstappen |
| Singen      | Sascha Maassen   | Jos Verstappen |
| Avus        | Jos Verstappen   | Jos Verstappen |
| Hockenheim  | Roberto Colciago | Sascha Maassen |

## Slutställning
| Plats | Förare           | Poäng |
| ----- | ---------------- | ----- |
| 1     | Jos Verstappen   | 269   |
| 2     | Max Angelelli    | 228   |
| 3     | Sascha Maassen   | 225   |
| 4     | Michael Krumm    | 198   |
| 5     | Roberto Colciago | 141   |
| 6     | Phillip Peter    | 96    |